# Tronzano (przystanek kolejowy)
Tronzano (wł. Tronzano) – przystanek kolejowy w Tronzano Vercellese, w prowincji Vercelli, w regionie Piemont, we Włoszech. Znajduje się na linii Turyn – Mediolan.
Według klasyfikacji RFI ma kategorię brązową.

## Linie kolejowe
- Turyn – Mediolan